# Eerste Zuid-Nieuw-Guinea-expeditie

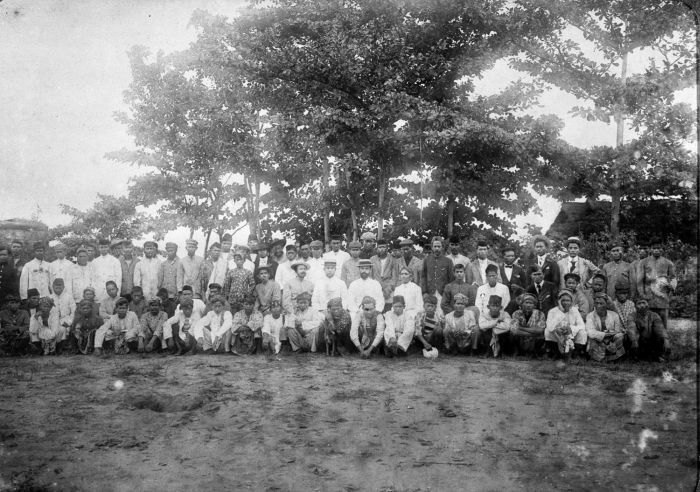
Groepsportret van deelnemers en dragers

De Eerste Zuid-Nieuw-Guinea-expeditie (1907) was de eerste poging in een serie van drie Nederlandse expedities om vanuit de zuidkust de met eeuwige sneeuw bedekte bergtoppen van Centraal Nederlands Nieuw-Guinea te bereiken. De expedities werden georganiseerd onder auspiciën van het Indisch Comité voor Wetenschappelijke Onderzoekingen en de Maatschappij ter Bevordering van het Natuurkundig Onderzoek der Nederlandsche Koloniën. 

## Doel
De expedities ter verkenning van het Centrale Bergland werden georganiseerd door instellingen met wetenschappelijke, deels soms ook commerciële doelstellingen en vormden een onafhankelijke tegenhanger van de tochten die in het kader van de gouvernementele Militaire Exploratie van Nieuw-Guinea (1907-1915) in dezelfde periode met behulp van militaire detachementen onbekende kustlijnen en delen van het binnenland in kaart brachten.

## Deelnemers
De leider van de expeditie was de jurist en bioloog H.A. Lorentz die de zoölogie en etnografie voor zijn rekening nam. Marineofficier J.W. van Nouhuys legde zich toe op de geologie, topografie en meteorologie, en de legerarts G.M. Versteeg was verantwoordelijk voor de medische zorg en de botanie, terwijl de natuuronderzoeker J.M. Dumas meeging vanwege zijn rijke ervaringen als deelnemer aan eerdere verkenningstochten in onbetreden delen van Nieuw-Guinea. Lorentz en Versteeg legden de expeditie fotografisch vast. 
Luitenant C. Schultz voerde het bevel over de escorte van 45 militairen, 60 veroordeelde criminelen die als dragers fungeerden en 60 Dajaks uit Borneo, oorspronkelijke oerwoudbewoners wier diensten als dragers, woudlopers, verkenners, bivakbouwers en handige klusjesmannen onontbeerlijk waren. Ook waren er in het gezelschap nog drie mandoers, opzichters van de veroordeelden, en enkele medewerkers van 's Lands Plantentuin te Buitenzorg die vakkundig waren in het aanleggen en verzorgen van een verzameling botanische specimens.

## Verloop van de expeditie
Aan boord van het stoomschip Valk zette de expeditie vanuit de Javaanse havenplaats Soerabaja in april 1907 koers naar Nieuw-Guinea. Het afgedankte marinevaartuig Zwaluw, een schip zonder machines, werd op sleeptouw genomen om dienst te doen als bivakschip, dat wil zeggen volgestouwd op de heenreis met voedsel voor de expeditieleden en als bergplaats voor de aan te leggen wetenschappelijke verzamelingen op de terugreis. Via de monding van de zuidelijke Noordrivier, die ver in het bergachtige binnenland en dicht bij de met sneeuw bedekte Wilhelminatop zijn bron moest hebben, stoomde men stroomopwaarts tot Bivak-eiland in het midden van de brede rivier werd bereikt, waar de Zwaluw met een kleine bewaking werd achtergelaten. Vanaf daar ging het verder landinwaarts met kleinere boten en kano's. Op verschillende plaatsen langs de rivieroevers werden kleine bivaks gebouwd die eveneens bemand werden achtergelaten. Tussen het bivakschip en de tijdelijke nederzettingen langs de rivier vond daarna transport van voedsel en andere bevoorradingen plaats. In juli werd verder stroomopwaarts door Lorentz en Van Nouhuys Kamp Alkmaar opgebouwd en niet ver van daar konden de eerste, lagere bergketens van het centrale massief worden waargenomen. Door de onbevaarbaarheid van de rivier moest de expeditie nu te voet verder door de jungle. Lagere bergkammen werden verkend, maar niet eerder waargenomen hogere bergkammen kwamen in zicht die een mars naar de eeuwige sneeuw verhinderden. De tocht was langer en zwaarder dan men had vermoed. Uitputting en ziekte begonnen hun tol te eisen. Het merendeel van de dragers leed inmiddels aan beri-beri en er ontstond een tekort aan voedsel en vers drinkwater. Onvermijdelijk moest de terugweg worden aanvaard, de bivaks werden verlaten en rond midden oktober waren alle mannen weer terug op Bivak-eiland en de beide schepen. Op 22 oktober sleepte de Valk het oude bivakschip naar de kustplaats Merauke en op 1 december, na een rustperiode van ruim een maand, voer men vanuit Zuid Nieuw-Guinea terug naar Soerabaja.

### Hiaat
Achteraf beschouwd was het grootste hiaat in de organisatie van de expeditie het ontbreken van een specialist onder de wetenschappelijke staf die zich, met een zekere kennis van de lokale culturen en talen, kon toeleggen op de contacten met plaatselijke, grotendeels onbekende bevolkingsgroepen. Er waren aanvallen van Papoea's geweest op de bivaks, die het gevolg waren van verveelde militairen die zich een eind buiten hun kamp in het stamland van de plaatselijke bevolking hadden begeven. Een gewapende aanval van Papoea's op Kamp Alkmaar op 28 juli resulteerde in een wederzijds gevecht - pijlen tegenover geweren - waarbij ten minste een Papoea werd doodgeschoten. Het leverde Lorentz een ernstige reprimande op van de gouverneur-generaal in Batavia nadat deze de expeditieverslagen onder ogen had gekregen. De gesneuvelde Papoea werd begraven, maar Lorentz liet het lijk later opgraven om het te bestemmen voor de antropologische verzameling van de Universiteit Utrecht. Over dit skelet werd in 1918 een uitvoerige studie gepubliceerd door A.J.P. van den Broek, fysisch antropoloog te Utrecht.

## Wetenschappelijke resultaten
Omdat het doel, het betreden van de eeuwige sneeuw van centraal Nederlands Nieuw-Guinea, niet werd gehaald werd de expeditie door de opdrachtgevers beschouwd als een mislukking. Lorentz bracht daar tegen in dat de onderneming zeker niet voor niets was geweest. Er waren wetenschappelijke verzamelingen aangelegd en men was thuisgekomen met nauwkeurige cartografische gegevens van het afgelegde traject. De gedetailleerde topografie zou, aldus Lorentz, een tweede poging om de besneeuwde bergtoppen te bereiken zeer vergemakkelijken. De expeditie zou weldra een vervolg krijgen: de Tweede Zuid-Nieuw-Guinea-expeditie (1909-1910).
De wetenschappelijke resultaten van deze expeditie zijn online beschikbaar bij de Biodiversity Heritage Library.
Arts en botanicus Versteeg hield een zeer uitgebreid dagboek van de expeditie bij dat wordt bewaard in het Tropenmuseum (sinds 2023 Wereldmuseum), het is in 2020 gepubliceerd.